# Terra prometida

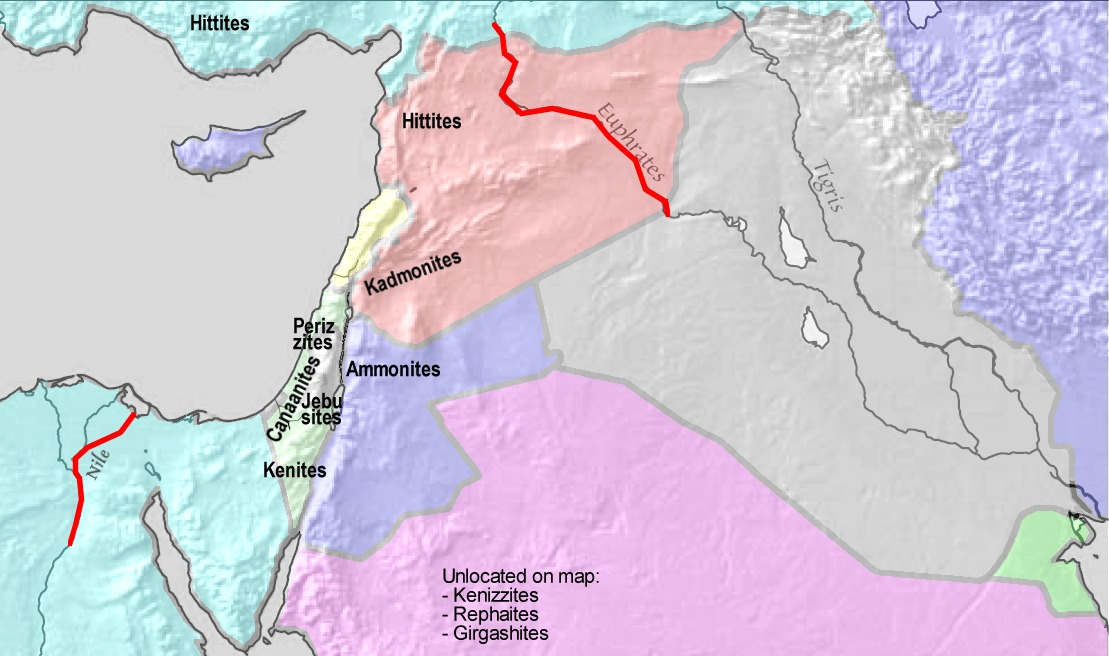
Mapa mostrando uma interpretação das fronteiras da Terra Prometida, com base na promessa de Deus a Abraão (Gênesis 15).

A Terra Prometida (em hebraico: הארץ המובטחת‎, romaniz.: ha-Aretz ha-Muvtachat) é o termo utilizado na Bíblia hebraica para descrever a terra dada por Deus aos israelitas, descendentes dos patriarcas: Abraão, Isaque, e Jacó (promessa feita primeiramente a Abraão, renovada a Isaque, e por fim a Jacó). Em termos de extensão territorial, seria do rio Nilo ao rio Eufrates (na região do mar Morto e do mar de Quínerete), o que hoje corresponderia aos atuais territórios do Estado de Israel, Palestina, Jordânia Ocidental, sul da Síria e sul do Líbano.
Não confundir com a expressão "Terra de Israel", utilizada primeiramente no livro de Samuel (I Samuel 13:19), quando as tribos Israelitas já habitavam a Terra Prometida em Canaã, após o Êxodo pelo deserto do Egito durante quarenta anos guiados por Moisés e Deus, que se iniciou com a passagem do mar Vermelho.

## Promessa divina
A promessa de que é a base do termo está contida em vários versículos de Gênesis na Torá. Em Gênesis 12:1 é dito:
Então o Senhor disse a Abrão: "Saia da sua terra, do meio dos seus parentes e da casa de seu pai, e vá para a terra que eu lhe mostrarei."
e em Gênesis 12:7:
O Senhor apareceu a Abrão e disse: "À sua descendência darei esta terra".